# Domaníky
Domaníky (em húngaro: Dömeháza) é um município da Eslováquia, situado no distrito de Krupina, na região de Banská Bystrica. Tem 7,87 km² de área e sua população em 2018 foi estimada em 200 habitantes.

## Demografia
| Ano:        | 1994 | 2004   | 2014   | 2024   |
| ----------- | ---- | ------ | ------ | ------ |
| Broj ljudi: | 210  | 190    | 196    | 213    |
| Razlika:    |      | -9,52% | +3,15% | +8,67% |

| Ano:               | 2023 | 2024   |
| ------------------ | ---- | ------ |
| Número de pessoas: | 218  | 213    |
| Diferença:         |      | -2,29% |